# Věra Chytilová
Věra Chytilová, född 2 februari 1929 i Ostrava i Tjeckoslovakien (nuvarande Tjeckien), död 12 mars 2014 i Prag, var en tjeckisk filmregissör och manusförfattare.
Chytilová var ett av de framstående namnen, och den mest framstående kvinnliga regissören, inom den Tjeckoslovakiska nya vågen. Under 1960-talet bannlystes hon av den tjeckoslovakiska regeringen och hon fick mycket svårt att arbeta i hemlandet. Hennes mest kända film är Tusenskönorna (1966) som förbjöds i Tjeckoslovakien efter premiären men som gav henne en internationell uppmärksamhet.

## Filmografi i urval
- 1963 – Om någonting annat
- 1966 – Tusenskönorna
- 1969 – Ovoce stromu rajskych jime
- 1976 – Äppelleken
- 1983 – Faunovo velmi pozdni odpoledne
- 1987 – Sasek a královna